# Långholmen (vid Malmsby, Lovisa)
Långholmen är en halvö i Finland.   Den ligger i landskapet Nyland, i den södra delen av landet, 70 km öster om huvudstaden Helsingfors.